# Jean-Pierre Jarier
Jean-Pierre Jarier (n. 10 iulie 1946, Charenton-le-Pont, Seine, Franța) este un fost pilot de Formula 1. De-a lungul carierei a luat startul în 134 de curse dintre care 3 din pole-position. Nu a câștigat nicio cursă și a terminat de 3 ori pe podium, acumulând 31,5 puncte.